# Zakład Komunikacji Miejskiej w Białogardzie
Zakład Komunikacji Miejskiej w Białogardzie sp. z o.o. (ZKMB) – jedyny przewoźnik miejski w Białogardzie.

## Historia
Komunikacja Miejska w Białogardzie została uruchomiona 1 maja 1975 roku. Miała za zadanie zapewnić sprawne połączenie znajdującego się na północy Osiedla Olimpijczyków z centrum miasta, osiedlami Chopina i Zwycięstwa oraz Pętli Połczyńskiej z Cmentarzem. Ważnym punktem na trasie był również dworzec kolejowy, skąd mieszkańcy udawali się do pracy w Koszalinie.
Tabor autobusowy wydzielony został z WPKM w Koszalinie i przyłączony do struktur ówczesnego PGKiM. Od roku 1992 do 1996 komunikacja stanowiła główny dział następcy prawnego tej firmy – Zakładu Usług Komunalnych.
Do obsługi linii zakupiono w sanockiej fabryce autobusów autobusy Autosan H9-35, na części przystanków zbudowane zostały wiaty, mające chronić pasażerów przed wiatrem i deszczem, a zajezdnię zlokalizowano poza centrum miasta – na ul. Ustronie Miejskie.
Z dniem 1 stycznia 1997 roku powołany został do życia samodzielny Zakład Budżetowy – Zakład Komunikacji Miejskiej z siedzibą przy ul. Ustronie Miejskie 1. Po trzech latach działalności ZKM przekształcony został w jednoosobową spółkę z o.o. Miasta Białogard i w tej strukturze działa do chwili obecnej.
Prezesem spółki jest Dominik Jackiewicz powołany w 2019 roku. 
W 2017 roku, przy wsprarciu finansowym z projektu Funduszy Europejskich pt. „Publiczny transport niskoemisyjny na terenie Koszalińsko-Kołobrzesko-Białogardzkiego Obszaru Funkcjonalnego – zakup taboru na terenie miasta Białogard” podpisano dwa przetargi na zakup 8 fabrycznie nowych autobusów marki Solaris i Iveco.
W 2020 roku spółka umożliwiła zakup biletu jednorazowego, jak i miesięcznego w aplikacji moBiLET. 

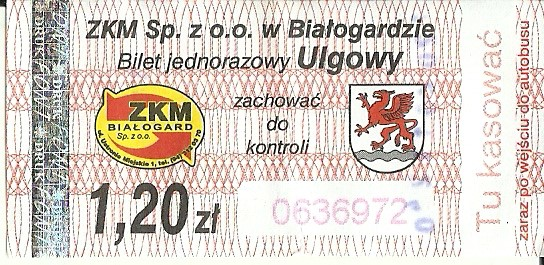
Jednorazowy bilet ulgowy z poprzednim logiem spółki (2015-2020)

## Linie
| Linia | Wariant I                                                                        | Wariant II                                       | Wariant III                                                 | Wariant IV                                                |
| ----- | -------------------------------------------------------------------------------- | ------------------------------------------------ | ----------------------------------------------------------- | --------------------------------------------------------- |
| 1     | Osiedle Kołobrzeska (Olimpijczyków) – Pętla Połczyńska                           | Pętla Połczyńska – Zwinisław                     | Zwinisław – Połczyńska Cmentarz                             | Połczyńska Cmentarz – Osiedle Kołobrzeska (Olimpijczyków) |
| 2     | Osiedle Kołobrzeska (Olimpijczyków) – Osiedle Zwycięstwa (przez Osiedle Chopina) | Osiedle Zwycięstwa – Kisielice Małe              | Kisielice Małe – Osiedle Zwycięstwa (przez Osiedle Chopina) | Osiedle Zwycięstwa – Osiedle Kołobrzeska (Olimpijczyków)  |
| 3     | Osiedle Kołobrzeska (Olimpijczyków) – Pękanino                                   | Pękanino – Osiedle Kołobrzeska (Olimpijczyków)   | Zwinisław – Pękanino                                        | Pękanino – Zwinisław                                      |
| 4     | Ustronie Miejskie – Połczyńska Pętla                                             | Pękanino – Osiedle Zwycięstwa – Połczyńska Pętla |                                                             |                                                           |

## Tabor

### Tabor aktualny
Tabor stanowi 8 fabrycznie nowych autobusów, dostarczonych w 2018 i 2019 roku, Solaris Urbino 10.5 i Iveco-Dekstra LF38. 

#### Charakterystyka wizualna
Standardowo kolorystyka pojazdów utrzymana jest w miejskich barwach tj. w czerwieni i bieli. Na ścianach bocznych umieszczone są logotypy spółki, a także logo i herb miasta Białogard
| Typ                 | Właściwości | Włączony do eksploatacji | Liczba |
| ------------------- | --- | ------------------------ | ------ |
| Solaris Urbino 10.5 | przewóz osób na wózkach · klimatyzacja przestrzeni pasażerskiej · ładowarki USB · pojazd niskopodłogowy · kasowniki | 2019                     | 4      |
| Iveco-Dekstra LF38  | przewóz osób na wózkach · klimatyzacja przestrzeni pasażerskiej · pojazd niskopodłogowy · kasowniki                 | 2018                     | 4      |

### Tabor sprzedany/skasowany

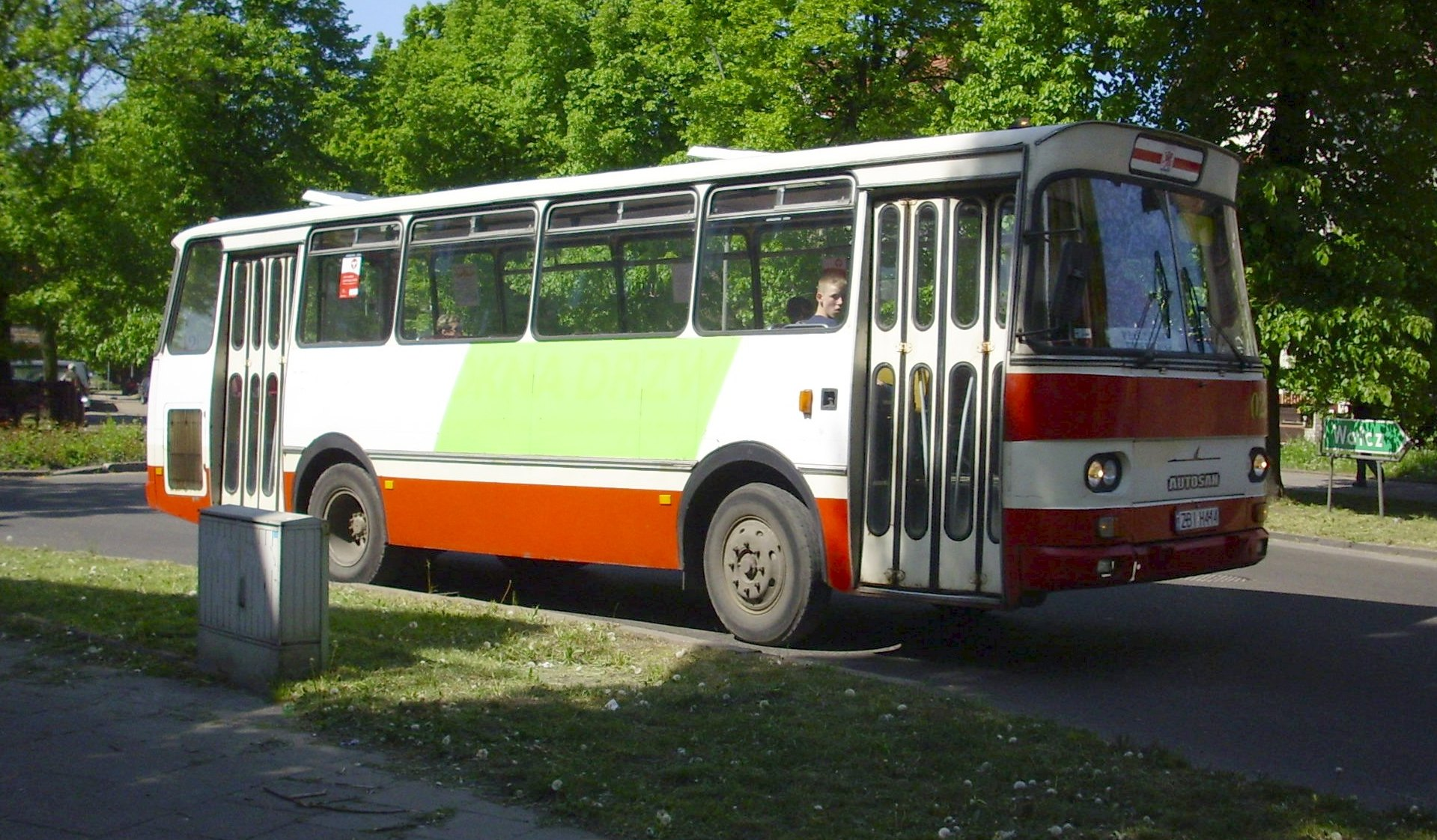
Autosan H9-35 w barwach ZKM Białogard.

- Jelcz L11
- Jelcz M11
- Autosan H9-35
- Kapena Thesi City
- Van Hool A308